# Прогресивно побољшање
Прогресивно побољшање је стратегија за веб дизајн која наглашава доступност, семантичке HTML ознаке и спољне стилске и script технологије. Прогресивно побољшање користи веб технологије на слојевит начин који допушта свима да приступе основном садржају и имају увид и функционалност веб стране, користећи било који браузер или Internet везу, а истовремено пружајући унапређену верзију странице онима са напреднијим софтвером прегледача или већим протоком.

## Историја
Прогресивно побољсање је створено од стране Стивена Шампиона (Steven Champeon) на интерактивној конференцији SXSW 11. марта 2003. године у Остину, и кроз низ чланака за сајт Webmonkey који су објављени у периоду између марта и јуна 2003.
Специфичне Cascading Style Sheet (CSS) технике које се односе на флексибилност распореда странице, прилагођавајући се различитим величинама екрана, недавно се расправљало под називом “Прилагодљив веб дизајн”. .net Magazine је изабрао Постепено побољшање за #1 на листи за Топ веб дијазн трендове 2012(). Google је подстакао усвајање прогресивно побољсања да помогне нашим системима да виде употребљиве садржаје и основну функционалност када одређене карактеристике веб дизајна још увек нису подржане.

## Упознавање и позадина
Стратегија је еволуција претходне стратегије веб дизајна познате као “благонаклоном деградацијом” у коме би дизајнери креирали веб странице за последњи браузер које би такође одлично радиле и у старијим верзијама софтвера браузера. Благонаклона деградација је требало да дозволи да се страница “деградира” или остане репрезентативна , чак иако неке технологије нису биле присутне, а да неостану неподешне за кориснике са тако старијим софтвером. У пракси, благонаклона деградација је замењена ставом да крајњи корисник треба само да “надогради”. Овакав став је због временских и буџетских ограничења , ограничио приступ тестирања алтернативних прегледача, као и раширено уверење да су “софтвери бесплатни”. Нажалост, надоградња често није могућа због одељења IT полиције, старијег хардвера или других разлога. “Само надогради” став такође игнорише намерне изборе корисника и постојање разних платформи прегледача. Постоји велика група корисника Интернета који нису свесни или не маре о карактеристикама претраживача.
У прогресивном побољшању (PE) стратегија је намерно обрнута: основни документ означавања је створен , усмерен ка најнижем заједничком имениоцу функционалности браузер софтвера, а затим дизајнер додаје у функционалност или побољшање презентације и понашање на страници , користецћи модерне технологије као што су CSS или JavaScript ( или друге напредние технологије , као што су Flash или Јава аплети или Scalable Vector Graphics (SVG) , итд). Сва таква побољшања су екстерно повезана, спречавајући податке неупотребљиве од стране одређених браузера да буду непотребно преузети.
ПЕ приступ је изведен из Шампионовог (Champeon's) ранијег искуства са стандардним генерализованим језиком за обелезавање (SGML), пре рада са HTML или било којим језицима веб презентација, као и из каснијих искустава у раду са CSS да ради око багова прегледача. У тим раним SGML контекстима, семантика обележавања је била од кључног значаја , а презентација је скоро увек посматрана одвојено, уместо да буде уграђен у само означавање. Овај концепт је различито распоредјен у маркап круговима као правило раздвајања презентације и садржаја (separation of presentation and content), раздвајање садржаја и стила, или поделе семантике и презентације. Како је Веб еволуирао средином деведесетих, али пре него што је уведен CSS и широко подржан, ово кардинално правило SGML-а је више пута прекршено од стране HTML проширења. Као резултат тога, веб дизајнери су били приморани да усвоје нове, поремећене технологије у циљу да остану релеванти. Потврдјивањем благонаклоне деградације, у знак признања да нису сви имали најновије браузере, многи су почели да једноставно усвајају праксу дизајна и технологије подржане само у најновијој и можда једином претходном великом претраживачом издању. За неколико година, већи део Веба једноставно не ради осим у најновијим, најпопуларнијим претраживачима. Ово се задржало све до појаве широко распрострањеног усвајања и подршке за CSS, као и многих популарних, базичних образовних напора (од Eric Costello, Owen Briggs, Dave Shea, и други) који показују веб дизајнерима како да користите CSS за потребе распореда.
ПЕ се заснива на признању да је језгро иза " благонаклоне деградације " - да претраживачи постају бржи и снажнији- показала се погресжом са растом ручних и ПДА уређаја са ниском функционалношћу браузера и озбиљних пропусних ограничења опсега. Поред тога , брза еволуција HTML и сродних технологија у раним данима Веба је успорио , и веома стари претраживачи су постали застарели , ослобађајући дизајнере да користе моћне технологије као што су CSS да управљају свим задацима презентације и JavaScript да побољша сложено понашање клијент-стране.

## Основни принципи
Прогресивно побољшање се састоји од следецих основних принципа:
- Основни садржај треба да буде доступан свим веб браузерима.
- Основна функционалност би требало да буде доступна свим веб браузерима.
- Раштркано, семантичко означавање састоји се од свог садржаја
- Побољшан распоред је обезбеђен захваљујући екстерно повезаним CSS-ом
- Побољшано понашање је обезбедјено захваљујући ненаметљивим, екстерно повезаним JavaScript-ом.
- Крајње корисничке браузер преференце се поштују

## Подршка и усвајање
- Џим Вилкинсон[2] створио страницу за прогресивно побољшање Вики да би прикупио неке трикове и савете и да објаснио општу стратегију.
- Дизајнери попут Јереми Кеитха су показали како приступ може да се користи складно са још неким другим приступима савременог Веб дизајна (као што су Ајакс) да обезбеде флексибилна, али моћна, искуства корисника.
- Арон Густафсон[3], написао је низ основних прогресивних побољшања, од основне филозофије до CSS приступа како се рукује JavaScript-ом.
- Други, укључујуцћи и Даве Схеа, помогли су да се шире усвајање термина који се односи на дизајн стратегије базиране на CSS-у.
- Организације, као што је Пројекат Веб стандарда ( Web Standards Project), која је стварала Acid2 и Acid3 тестове, пригрлиле су ПЕ као основу за њихове образовне напоре.
- Дејвид Артз, лидер AOL Оптимизационог тима, развио је пакет приступачне рендеринг технологије, и измислило технику за демонтажу за "унапређења" у лету, штедећи преференце корисника.

## Предности за Оптимизацију сајта за претразиваче ( SEO )
Бољи резултати у односу на Оптимизацију претраге search engine optimization</ref> су још један споредни ефекат Веб дизајн стратегије засноване на ПЕ. Основни садржај је увек доступан претраживачким пауковима, странице изграђене ПЕ методама избегавају проблеме који могу да ометају претраживачко индексирање.

## Критика и одговори
Неки скептици, као што је Гарет Димоn, изразили су забринутост да ПЕ није изводљив у ситуацијама које се ослањају у великој мери на JavaScriptза постизање одређених презентација корисничког интерфејса или понашања, на шта је Ненаметљив JavaScript један одговор (unobtrusive JavaScript). Други су узвратили да би информационе стране требало да буду кодиране коришћењем ПЕ и да чак странице са Flash player-има треба да се кодирају коришц́ењем ПЕ.